# Schwülme
Die Schwülme ist ein 29 Kilometer langer, rechter bzw. östlicher Nebenfluss der Weser in Niedersachsen und Hessen, Deutschland. 

## Name
In einer gefälschten Urkunde aus der Zeit zwischen 1125 und 1151 wird die Schwülme erstmals schriftlich erwähnt („in flumine Suulmusa“). Möglicherweise leitet sich der Name vom germanischen Wort *swulma- mit der Bedeutung „Wasserschwall“ ab.

## Quelle
Das Flüsschen entspringt im Landkreis Northeim (südliches Niedersachsen) in den südöstlichen Ausläufern des Sollings im Staatsforst Hardegsen im Bereich der Berge Stehberg (433 m ü. NN) und Bramburg (461 m) aus mehreren Quellbächen. Deren Quellen bzw. Quelltöpfe befinden sich in einem Wald- bzw. Auengebiet im Städtedreieck Adelebsen–Hardegsen–Uslar in zu Hardegsen gehörendem Gebiet in durchschnittlich 340 m Höhe.

## Verlauf
Die Schwülme verläuft in anfangs östlicher und wenig später südlicher Richtung über Hettensen (Ortsteil von Hardegsen) und Lödingsen (Ortsteil von Adelebsen) nach Adelebsen. Danach knickt sie nach Westen ab, nimmt das Wasser der von Süden kommenden Auschnippe auf und wendet sich nach Nordwesten. Dann verläuft die Schwülme durch Offensen, wonach sie Verliehausen durchfließt und Ahlbershausen (Ortsteile von Uslar) passiert; zwischen den zwei zuletzt genannten Orten mündet die von Norden kommende Ahle ein. Danach übertritt das Fließgewässer nach Westen fließend die Grenze zum nordhessischen Landkreis Kassel, in dem es das Gebiet der Gemeinde Wesertal durchfließt.

## Mündung
Schließlich erreicht die Schwülme weiterhin in Richtung Westen verlaufend das Dorf Lippoldsberg (Ortsteil von Wesertal), wo sie auf nur noch 107 m ü. NN in die Weser mündet, was 233 Meter Höhenunterschied ergibt. Die Schwülme hat an ihrer Mündung eine mittlere Wasserführung von 3,5 m³/s.

## Mühlengraben
In Adelebsen wurde in den 1840er Jahren der Mühlengraben gegraben. Dieser führt entlang des Mühlenangers sowie des Papendieks, fließt am ehemaligen Verladewerk in einer Brücke geführt über die Schwülme und mündet schließlich bei der Stegemühle wieder in der Schwülme.

## Mühlbach
Etwa 1,7 Kilometer vor ihrer Mündung in die Weser zweigt von der Schwülme der Mühlbach ab, der für den Betrieb einer in Lippoldsberg stehenden Mühle angelegt wurde. Knapp 140 Meter oberhalb ihrer Mündung trifft der Mühlbach wieder auf die Schwülme.

## Einzugsgebiet und Zuflüsse
Der wichtigste Zufluss der Schwülme, deren Einzugsgebiet 290,10 km² (22,07 km² in Hessen) umfasst, ist die im Hochsolling entspringende und an der Stadt Uslar entlang fließende Ahle, die von Norden kommend unterhalb bzw. südlich der Ortschaft Schoningen bzw. zwischen Verliehausen und Ahlbershausen in die Schwülme mündet. Ein weiterer größerer Zufluss ist der von Süden bzw. aus Richtung Dransfeld kommende Bach Auschnippe.